# Wild Eagle
Wild Eagle in Dollywood (Pigeon Forge, Tennessee, USA) ist eine Stahlachterbahn vom Modell Wing Coaster des Herstellers Bolliger & Mabillard, die am 24. März 2012 eröffnet wurde.
Auf der 953,1 m langen Strecke, die eine Höhe von 64 m erreicht, wurden vier Inversionen verbaut: ein 33,5 m hoher Looping, eine Zero-g-Roll, ein Immelmann und ein Korkenzieher. Zum Zeitpunkt der Eröffnung war sie der höchste und schnellste Wing Coaster der Welt.

## Züge
Wild Eagle besitzt zwei Züge mit jeweils sieben Wagen. In jedem Wagen können vier Personen (eine Reihe) Platz nehmen.